# Gedackt
A Gedackt egy orgonaregiszter: a német megnevezés elsősorban nem regisztert takar, hanem jelleget. A szó jelentése: fedett. A fedett regisztereket leginkább olyan orgonák pedálműve esetében szokták alkalmazni az orgonaépítők, amikor egy mély hangolású regiszter helyhiány miatt nem fér el. Ez esetben az építeni kívánt, például 32’ magas regiszternek megépítik a fele olyan hosszút, a 16’ regisztert és egy ú.n. fedődugóval látják el. Ekkor a sípban haladó légoszlop a fedődugónak ütközve megkétszereződik, és a 16’ fedett síp olyan mély hangot fog adni, mint a 32’ nyitott.
Fedett regiszter lehet fuvola, de lehet akár principál is. A fuvolák és a principálok esetében a manuálokra kerülnek ezek a regiszterek. A fedettek építőanyaga lehet tölgy, fenyő, ón vagy vörösréz; jellegük mindig födött; alakja lehet henger vagy hasáb; hangja lágy fuvolahang.